# عبد الكريم هاشم المرتضى
عبد الكريم هاشم المرتضى  هو شاعر وإعلامي يمني. ولد عام 1945 في مدينة ذي سفال في محافظة إب. بدأ حياته العملية مدرساً في تعز عام 1962. عمل محرراً لصحيفة الجمهورية اليمنية ثم رئيساً لتحريرها. انتقل إلى العمل الإذاعي في إذاعة صنعاء عام 1969. وهو عضو في اتحاد الأدباء والكتاب اليمنيين وكذلك  نقابة الصحفيين اليمنيين. كتب القصة القصيرة والرواية والمسرحية وله مساهمات في كتابة الشعر الغنائي الشعبي.